# Cytauxzoonose
Die Cytauxzoonose ist eine Infektionskrankheit der Katzen, die durch Cytauxzoon felis hervorgerufen wird. Der Name der Erkrankung leitet sich vom Namen des Erregers ab, sie ist keine Zoonose, sondern eine spezifische Katzenkrankheit. Die Cytauxzoonose kommt war früher ausschließlich in den zentralen und östlichen Südstaaten der USA beschrieben. Als Erregerreservoir dient der Rotluchs (Lynx rufus), die Übertragung erfolgt durch die Amerikanische Hundezecke (Dermatocentor variabilis). Im Jahr 2024 wurden durch Ciu et al. jedoch auch Infektionen beim Eurasischen Luchs (Lynx lynx) in Nordwestchina gemeldet.
Die Inkubationszeit beträgt 5 bis 20 Tage. Nach der Infektion kommt es zu einer ungeschlechtlichen Erregervermehrung (Schizogonie) in den mononukleären Zellen mit Bildung von Schizonten und Makroschizonten. Die aus den Makrophagen freigesetzten Merozoiten dringen in die roten Blutkörperchen (Erythrozyten) ein, zerstören diese und führen zu einer hämolytischen Anämie. Infolge der mononukleären Infiltrate wird die Durchblutung der Körpergewebe zusätzlich beeinträchtigt.
Klinisch zeigt sich die Cytauxzoonose in unspezifischen Symptomen wie Fieber, Fressunlust, Atemnot, Abgeschlagenheit, Gelbsucht und blassen Schleimhäuten. Im Blutbild zeigt sich eine regenerative Anämie und Neutrophilie. Die Diagnose lässt sich mittels Untersuchung eines Blutausstrichs durch den Nachweis der Merozoiten in den roten Blutkörperchen stellen. Infizierte Makrophagen lassen sich in Bioptaten von Leber, Milz, Knochenmark oder Lymphknoten nachweisen. Auch ein direkter Erregernachweis mittels Polymerase-Kettenreaktion ist möglich. Differentialdiagnostisch sind vor allem die feline infektiöse Anämie und die feline Babesiose auszuschließen.
Zur Behandlung kann Diminazen eingesetzt werden. Zusätzlich sind unterstützende Maßnahmen wie Bluttransfusion und Infusionen angezeigt. Der Erkrankung kann durch einen konsequenten Schutz vor Zecken vorgebeugt werden.